# 路易斯·奥尔塔
路易斯·奥尔塔（西班牙語：Luis Orta，1994年8月22日—），古巴男子摔跤运动员。他曾代表古巴参加2020年夏季奥林匹克运动会摔跤比赛，获得男子古典式60公斤级金牌。